# 潘渡镇 (连江县)
潘渡镇是福建省福州市连江县下辖的一个镇，位于连江县西部，敖江上游，西南部与福州相邻，面积158平方公里。下辖11个行政村。镇政府驻地在潘渡村。

## 历史沿革
潘渡唐代至清代均属太平乡。民国初年，为第四区。民国24年(1935年)，设潘渡、贵安2个联保。民国29年，改设潘渡乡和溪港乡。民国32年，合并为潘溪乡。1955年改潘渡区。1958年，分设潘渡乡、坡西乡和小沧乡。后来，3个乡分别成立人民公社。1960年，合并为潘渡公社。1961年，小沧公社拆出。1984年，改设潘渡乡。2020年6月28日，撤销连江县潘渡乡，改设潘渡镇。

## 行政区划
潘渡镇辖3个社区和11个行政村，分别是：
仁华社区、贵泉社区、贵新社区、仁丰社区、新雁社区、高岳村、塘坂村、坡西村、仁山村、东雁村、溪利村、兰山村、贵安村、潘渡村、陀市村和朱步村。